# Bătălia de la Abbeville
Bătălia de la Abbeville a avut loc în perioada 27 mai – 4 iunie 1940, în apropiere de orașul Abbeville în timpul Bătăliei Franței din cea de-a doua conflagrație mondială. Pe 20 mai, Divizia a 2-a Panzer a înaintat 90 km spre Abbeville, a depășit pozițiile Brigăzii a 25-a de infanterie britanică din cadrul Diviziei a 50-a Northumbrian, după care a cucerit orașul la ora 20:30. Doar câteva subunități de soldați britanici au reușit să se retragă pe malul drept al râului Somme pe la ora 02:00 a zilei de 21 mai, iar Batalionul al III-lea al Regimentului al 2-lea a reușit să ajungă pe malul Canalului Mânecii, la vest de Noyelles-sur-Mer. 
Divizia I blindate britanică (comandată de generalul Roger Evans) a sosit în Franța pe 15 mai cu efectivele incomplete – îi lipsea un regiment de tancuri și Grupul I de sprijin, care fuseseră redirecționate spre Calais . În perioada 27 mai – 4 iunie, forțele franco-britanice de la sud de capul de pod de la Abbeville aflat sub controlul Diviziei a 2-a Panzer la început, iar mai apoi sub controlul Diviziei a 57-a de infanterie Wehrmacht, au recucerit parțial zona. Aliații au pierdut în timpul luptelor numeroase tancuri, iar la rândul lor infanteria germană a avut o rată ridicată a pierderilor. Pe 5 iunie, diviziile Armatei a 4-a germane a atacat capetele de pod de pe malul sudic al râului Somme. Unitățile franco-britanice, slăbite deja de luptele de până atunci, s-au retras spre cursul râului Bresle, înregistrând noi pierderi.  
În 1953, istoricul militar oficial britanic L. F. Ellis a apreciat că aliații au dat dovadă de lipsă de coordonare pe front, ceea ce dus în final la eșecul defensivei nu doar la Abbeville, dar și la sud de Somme. În 2001, Caddick-Adams sublinia la rândul lui lipsa cronică de comunicare pe câmpul de luptă între diviziile franceze și britanice și între unitățile aceleiași divizii, cauzată de criza de stații radio. Toate acestea au dus în final la erori tactice elementare și foarte costisitoare. Criza din domeniul comunicațiilor a continuat și după aducerea întăririlor – Divizia a 51-a infanterie (51st (Highland) Division) (comandată de generalul Victor Fortune) și a diviziilor franceze de blindate și infanterie.  
Germanii mobilizaseră forțe importante în zona capetelor de pod, chiar dacă mai la nord se desfășurau operațiuni ofensive care aveau să ducă în cele din urmă cu evacuarea de la Dunkerque din (26 mai – 3 iunie). Forțarea cursului râului Somme la Abbeville și în alte zone a contribuit la înfrângerea finală a Franței.  

## Contextul general
Vedeți și: Planul Manstein

### Bătălia Franței
După încheierea primei faze a conflictului cunoscută ca „Războiul ciudat”, a început Bătălia Franței pe 10 mai 1940, când armatele germane au atacat conform Fall Gelb (Planul Manstein). Grupul de armată B a invadat Regatul Țărilor de Jos și a înaintat spre vest. Generalul Maurice Gamelin, comandantul suprem aliat, a lansat Planul Dyle și a ordonat înaintarea trupelor aliate în Belgia pentru blocarea înaintării inamicului pe cursul râului Dyle cu trei armate mecanizate – Armata I și a 7-a franceze și Corpul Expediționar Britanic. Planurile franceze se bazau în principal pe linia defensivă Maginot, cu fortificații construite de-a lungul frontierei franco-germane, care ar fi permis grosului trupelor mecanizate mobile să lupte în Belgia. Varianta Breda a Planului Dyle prevedea ca Armata a 7-a să înainteze rapid în sud-vestul Olandei și să facă joncțiunea cu armata olandeză. În schimb, armata germană a înaintat rapid prin cea mai mare parte a Țărilor de Jos, mai înainte ca francezii să aibă timpul necesar pentru realizarea joncțiunii cu olandezii.  
Atacul Grupului de armată B în Țările de Jos fusese conceput de germani ca o manevră înșelătoare, care să atragă în capcană cele mai bune unități franceze și belgiene, în vreme ce Grupul de armată A ataca prin Ardeni liniile franceze apărate de unități mai slabe de rezerviști. Germanii au traversat cursul râului Meuse la Sedan pe 14 mai, surprinzându-i pe francezi. 
Pe 19 mai, Divizia a 7-a panzer (comandată de generalul Erwin Rommel) a atacat Arras, dar a fost respinsă. În seara aceleiași zile, în zonă a sosit și Divizia SS Totenkopf, (comndată de Theodor Eicke), care a luat poziție în stânga Diviziei a 7-a. Mai departe, pe flancul stâng, Divizia a 8-a panzer a ajuns la Hesdin și Montreuil, iar Divizia a 6-a Panzer a cucerit după o zi de lupte cu britanicii Doullens și și-a continuat înaintarea spre Le Boisle. Pe 20 mai, Divizia a 2-a panzer a înaintat 90 km spre Abbeville. Atacurile Luftwaffe împotriva Abbeville au crescut în intensitate, iar podurile de peste Somme au fost atacate la 4:30 p.m. Militarii britanici din cadrul Diviziei a 50-a (Northumbrian) s-au găsit în situația de a se confrunta cu germanii în condițiile în care dispuneau de puține echipamente militare și se confruntau cu o criză de muniție. Ei au primit ordin de retragere peste râu, numai că podurile fuseseră deja distruse de aviația germană. Doar un mic număr de britanici a reușit să se retragă pe maul sudic al Somme, în timp ce germanii ocupau orașul în jurul orei 20:30. La ora 2:00 dimineața pe 21 mai, Batalionul III din Regimentul 2 a ajuns pe malul Canalului Mânecii la vest de Noyelles-sur-Mer. 

Bazinul râului Somme

Diviziai I panzer a cucerit Amiens și a stabilit un cap de pod pe malul sudic, depășind Batalionul al 7-lea al Regimentului Royal Sussex din cadrul Brigăzii a 37-a de infanterie britanică. Dintre cei 701 militari ai bataliounului, doar 70 au supraviețuit luptelor și au fost luați prizonieri, dar germanii au pierdut un timp prețios și nu au mai continuat înaintarea. Diviziile a 12-a (Eastern) și a 23-a (Northumbrian) au suferit pierderi catastrofale, iar regiunea dintre Scarpe și Somme a fost cucerită de germani și liniile de comunicație britanice au fost întrerupte. În aceste condiții, porturile de la Canalul Mânecii erau direct amenințate de atacul german. În jurnalul de război al Grupului de Armata A a fost notat „Acum că am ajuns pe coastă la Abbeville, obiectivul primei etape a ofensivei a fost îndeplinit… Posibilitatea unei încercuiri a grupului nordic al armatelor aliate este pe cale să se contureze”. 
La ora 08:30 piloții unor avioane Hawker Hurricane au raportat existența unei coloane germane la Marquion de pe Canal du Nord și a altor coloane mai departe la sud. Au fost văzute incendii la Cambrai, Douai și Arras, care fuseseră bombardate de Luftwaffe, dar nu a existat nici un răspuns al aviației aliate, cele mai multe avioane de vânătoare fiind mutate deja în Anglia. Comunicațiile dintre RAF Advanced Air Striking Force (AASF) din sud, avioanele de vânătoare britanice încă staționate în nordul Franței și Ministerul Aviației erau dezorganizate. Escadrilele din Franța au trebuit să se mute în mod constant și să opereze de pe aerodromuri nepregătire complet pentru acțiuni militare și care dispuneau de legături telefonice proaste. AASF nu avea legături cu Corpul Expediționar Britanic (BEF) și cu Ministerul Aviației, iar escadrilele de pe insulă erau plasate la o distanță prea mare de front pentru a asigura o cooperare eficientă în spațiul aerian francez. Două escadrile de bombardiere decolate din Anglia au reușit să atace pe coloana germană văzută la 11:30, dar germanii au reușit să-și evacueze trupele de pe drum mai înainte ca al doilea val de bombardiere să ajungă în zonă. După prânz, Georges a cerut organizarea unor atacuri de aviație foarte puternice, dar până la urmă a fost executat la 18:30 doar un singur raid a două escadrile împotriva pozițiilor inamice de la Albert și Doullens. În timpul nopții, Comandamentul Bombardierelor (Bomber Command) și AASF au executat 130 de misiuni și au pierdut cinci bombardiere. 

### Corpul Expediționar Britanic
În timpul iernii 1939–1940, BEF a detașat mai multe brigăzi pentru executarea serviciului pe Linia Maginot pentru instruirea în condițiile vecinătății cu trupele germane. „Forța Saar” fost compusă din Divizia a 51 de infanterie (Highland) (general-maior Victor Fortune) și câteva unități independente: un regiment de cavalerie mecanizată, batalioane de mitraliere, artilerie și escadrile de vânătoare și de sprijin la sol RAF. Începând cu perioada 30 aprilie – 6 mai, britanicii au ocupat poziții de-a lungul Saarului, de la Colmen până la Launstroff, între Diviziile franceze 2 și 42. La începutul lunii mai, acțiunile patrulelor și hărțuielile germanilor au încetat, dar în noaptea de 9/10 mai numeroase escadrile ale Luftwaffe au traversat Linia Magiont. Pe 13 mai, pozițiile britanicilor (și cele franceze deopotrivă) au fost bombardate. Infanteria germană a lansat asalturi împotriva pozițiilor aliate, atacuri care au fost respinse. Germanii au lansat noi atacuri împotriva pozițiilor franco–britanice și, pe 15 mai, divizia a primit ordinul de retragere pe ligne de receuil, pentru ca mai apoi să se retragă în noaptea de 22/23 mai la Étain, la 25 km vest de Metz. 
La scurtă vreme după finalizarea Operațiunii Dynamo, cei aproximativ 100.000 de militari britanici activi și liniile de comunicație ale trupelor de la sud de Somme au primit întăriri, au fost completate pierderile AASF cu trei avioane de vânătoare și șase bombardiere și patru escadrile de bombardiere au fost trimise din Anglia pe continent.  
Unitățile avansate ale Diviziei I blindate (Regatul Unit) (generalul-maior R. Evans) au ajuns la Le Havre pe 15 mai și s-au mutat la Arras, dar înaintarea germanilor a împiedicat operațiunile aliate în zonă, iar bombardamentele Luftwaffe și minele marine din portul Le Havre au împiedicat noi debarcări aliate. Pe 19 mai, Cabinetul de Război a ajuns la concluzia că restul diviziilor ar trebui să debarce la Cherbourg, după care să se concentreze la Pacy-sur-Eure, la cam 35 km sud de Rouen. Restul diviziei a început debarcare pe 19 mai, dar fără unitățile de artilerie, fără un regiment de blindate și fără grupul de infanterie de sprijin, care fuseseră redirecționate spre Calais. Divizia nu era dotată cu echipament radio de emisie recepție, piese de schimb, pontoane, iar pentru cele 114 de tancuri ușoare nu existau mașini de rezervă. 
Pe 21 mai, Evans a ordonat cucerirea punctelor de traversare a râului Somme de la Picquigny până la Pont-Remy și pregătirea pentru acțiuni militare pe direcția est sau nord, funcție de evoluția tactică. La Rouen, Beauman primise informații conform cărora germanii cuceriseră deja punctele de traversare ale râului Somme și înaintau spre podurile de peste Sena de lângă Rouen. Ca urmare, Beauman a hotărât întărirea apărării podurilor cu rezerva diviziei, iar a doua zi cu unitățile concentrate la Forêt de Lyons, de la est de Rouen. În primele ore ale zilei de 23 mai, unități ale Diviziei I blindată a înaintat spre Bresle dinspre Aumale spre Blangy, acțiune hotărâtă ca urmare a rapoartelor serviciilor de informații conform cărora forțele germane din flancul sudic trecuseră în defensivă, spre deosebire de flancul nordic, unde atacau St. Omer și Arras. Armata a 7-a franceză bloca înaintarea forțelor germane în zona Péronne – Amiens și se pregătea să traverseze râul pe 23 mai. Cartierul general aliat a ordonat Diviziei I blindate să ataca, punând o presiune suplimentară pe frontul german și să ușureze operațiunile anglo-franceze de la Arras începute încă de pe 21 may. 

### Liniile de comunicație

Râul Arques și zona înconjurătoare

În noaptea de 22/23 mai, forțele aliate de la nord de Somme au fost izolate de înaintrea germană spre St. Omer și Boulogne. Corpul Expediționar Britanic (BEF) a fost izolat de depozitele sale din Bretagne (Cherbourg și Nantes). În noaptea de 22/23 mai, forțele aliate de la nord de Somme au fost izolate de înaintarea germană spre St. Omer și Boulogne. Corpul Expediționar Britanic (BEF) a fost izolat de depozitele sale din Bretagne (Cherbourg și Nantes). Zona de la sud de vărsarea râului Somme era organizată ca Districtul Nordic al liniilor de comunicație a BEF, având două subzone Dieppe și Rouen (totul sub comanda lui A. B. Beauman). Dieppe găzduia principala bază medicală a BRF, iar Le Havre principalele magazii de tehnică de luptă și provizii militare. Între St. Saens și Buchy, la nodr est de Rouen, se aflau depozitele de muniție, iar la Rouen, Évreux și l'Épinay se aflau depozitele de materiale și de mitraliere ale infanteriei. O magistrală de cale ferată lega depozitele de aici cu cele mai depărtate din Normandia și cu unitățile BEF din nord pe axa Rouen – Abbeville – Amiens. Beauman era responsabil pentru siguranța acestor baze de aprovizionare și de paza a 13 aeroporturi militare aflate încă în diferite stadii de execuție. Paza era asigurată de militari ai unităților de geniști, artilerie și transmisioniști, dar și rezerviști în vârstă. 
Mai departe, în Districtul Sudic, erau cantonate trei Divizii teritoriale (de rezerviști), Regimentul al 4-lea de grăniceri și batalioanele de comunicații ale Regimentului al 4-lea de infanterie East Kent (Buffs) și Regimentului de infanterie Derbyshire (Sherwood Foresters), care au fost mutate în Districtul Nordic pe 17 mai. Transportul pe cale ferată între bazele de aprovizionare și unitățile active din zona Somme a fost puternic îngreunat datorită numărului mare de trenuri cu trupele franceze și belgiene în retragere și cu refugiați, cât și a bombardamentelor germane. Beauman a pierdut contactul cu Cartierul general și nu reușit să afle dacă trupele aliate urmau să construiască tranșee pe cursul râului Somme sau mai departe spre sud. Pe 18 may, generalul maior P. de Fonblanque, comandantul trupelor de comunicații, i-a odonat lui Beauman să pregătească unitățile din subordine pentru apărarea Districtului Nordic. A fost improvizată așa-numita Beauforce din Batalionul al 2-lea al Regimentului al 6-lea (East Surrey), Regimentul al 4-lea (Buffs), patru plutoane de mitraliori și compania de geniști a Regimentului al 212-lea. 
A fost formată și Vicforce (colonel C. E. Vickary) din cinci batalioane cu efective amestecate din unitătile de infanterie și intendență, cu suficienți oameni, dar cu arme și echipamente militare insuficiente. Beauforce a plecat cu camioanele spre Boulogne pe 20 mai, dar nu a ajuns în orașul deja cucerit de germani, ci s-a întors lângă Abbeville, în subordinea Diviziei a 12-a. După ce germanii au cucerit orașul Amiens pe 20 mai și au început să trimită patrule de recunoaștere la sud de râu, Beauman, în lipsa oricăror informații de încredere, a ordonat săparea unor linii defensive de-a lungul râurilor Andelle și Béthune. Aceste râuri erau niște obstacole antitanc naturale. Noile poziții întărite aliate erau menite apărării orașelor Dieppe și Rouen. Militarii aliați au început să pregătească podurile opentru dinamitare și au plasat numeroase obstacole antitanc pe principalele căi de acces. 

## Pregătirile de luptă

### Pregătirile defensive germane

Valea râului Bresle

Pe 21 mai, Panzegruppe von Kleist a început pregătirea pentru demolarea podurilor de pe Somme, iar avanposturile au fost trimise mai spre sud la Moyenneville, Huppy, Caumont și Bailleul, unde au fost săpate adăposturi îngropate pentru tunurile antitanc în poziții camuflate în păduri. Mai târziu, germanii au primit ordine pentru continuarea înaintări spre nord, spre porturile Canalului Mânecii, dar o parte a grupului a fost păstrat în rezervă pe 22 mai datorită contraatacului aliat de la Arras de pe 21 mai, până când forțele proaspete ale Corpului XIV și ale Diviziei a 2-a motorizate au preluat apărarea capetelor de pod de pe Somme. La efectivele Diviziei a 2-a au fost adăugate Regimentul 511 de geniu și Batalioanele de geniu 41 și 466. Geniștii aveau ordin să arunce în aer podurile de pe Somme în caz de urgență, în timp ce restul diviziei înainta cu prudență spre Bresle, Aumale și Conty. După sosirea militarilor Corpului XIV, capetele de pod au fost extinse și întărite pe malul sudic al râului. 

### Pregătirile aliaților pentru ofensivă
După reforma structurii de comandă franceze din ianuarie 1940, ierarhia de comandă din regiunea Abbeville era général d'armée Maxime Weygand (Comandant suprem din 19 mai), generalul Alphonse Joseph Georges (comandantul frontului de nord-est, în subordinea căruia intra și BEF), generalul Aubert Frère (Armata a 7-a), generalul Robert Altmayer (Grupul A / Armata a 10-a) și generalul Marcel Ihler (Corpul IX). În plus, feldmareșalul BEF Lord Gort) avea dreputl de veto asupra ordinelor franceze și responsabilități vagi pentru forțele britanice la sud de Somme. În după-amiaza serii de 18 mai, Georges a ordonat Armatelor a 6-a și a 7-a și Diviiziei a 4-a blindate (4e Division cuirassée comandate de colonelul Charles de Gaulle) să organizeze apărarea aliniamentului canalului Crozat și a departamentului Somme, între Ham și Amiens. Armata a 7-a a trebuit să își organizeze forțele pentru ca să fie gata pentru un contraatac împotriva flancului stâng al forțelor germane. Trupele aliate care se retrăgeau din Belgia trebuiau să organizeze defensiva mai la vest, în jurul orașului Abbeville până pe țărmul Canalului Mânecii. În perioada 19 mai – 4 iunie, garniturile SNCF au mutat 32 de divizii de infanterie din regiunea Aisne în Somme în ciuda superiorității aeriene germane și a bombardamentelor executate împotriva căilor ferate și a triajelor. 
Brigada a 2-a blindată britanică (general de brigadă F. Thornton) formată din regimentele de blindate al 2-lea dragoni de gardă, al 9-lea lăncieri regali și al 10-lea husari regali a debarcat în etape în Franța. Cartierul general și Regimentul al 2-lea dragoni au debarcat la Cherbourg pe 20 mai și s-au deplasat de la Aumale la Blangy. Celelalte două regimente blindate au sosit în noaptea de 22/23 mai și au traversat Sena pe 23 mai pentru ca să se alăture restul brigăzii. După ce au parcurs aproximativ 100 km pe drumul Aunoy–Picquigny, au ajuns în final la Hornoy și Aumont. La aceste forțe au mai fost adăugate pe 24 mai Regimentul al 101-lea de artilerie ușoară antiaeriană și antitanc și trei companii din cadrul Beauforce. O subunitate din cadrul Brigăzii a 2-a a înaintat în timpul nopții până la Longpré. Această subunitate pierzând două tancuri în câmpurile minate în încercarea de ocupare a unui pod de peste Somme. Patrulele trimise în recunoaștere au descoperit că toate podurile și drumurile de-a lungul malului sudic fuseseră minate și erau apărate de subunități germane. 
S-a hotărât organizarea unui atac împotriva podurilor de la Dreuil, Ailly și Picquigny, la care să participe câte o companie a Regimentului al 4-lea de grăniceri și o subunitate de blindate din regimentul de dragoni pentru fiecare pod. La Ailly, grănicerii au reușit să traverseze râul cu două plutoane în ciuda faptului că podul a fost aruncat în aer, dar soldații aliați au trebuit să fie retrași pentru că tancurile rămăseseră pe malul de sud. La Picquigny, atacatorii nu au reușit să ajungă pe malul râului datorită focului germanilor care apărau capetele de pod. În timpul luptelor, grănicerii au suferit pierderi important, iar dragonii mai multe tancuri. Infanteriștii și-au petrecut noaptea în pădurea aflată la cam la 13 km sud de Ferrières, iar tanchiștii în zona dintre sat și Cavillon.  
Divizia a 51-a a ajuns pe continent în timpul atacurilor de mai înainte ale aliaților asupra capetelor de pod de la sud de Somme și și-a concentrat forțele la Bresle, după o călătorie dificilă din Saar datorită bombardamentelor germane, frecventelor modificări de plan și întârzierilor generate de regrupările de trupe franceze de la sud de Somme. Cartierul general al diviziei a fost stabilit pe 28 mai la St Leger, la 11 km sud de Blangy. Britanicii au fost trecuți sub comanda Corpului IX francez. 

### Planul
Zona de la nord de Bresle este un platou întins, cu câteva văi de râuri cu perdele de păduri, cu cursuri de apă care se varsă în Bresle sau Somme. În zonă sunt sate ascunse de pâlcuri de pădure. Având impresia că atacul aliat de la Arras de pe 21 mai era începutul unei operațiuni efectuate pe ambele laturi ale coridorului pe care atacau tancurile germane în vederea opririi spre capătul văii râului Somme și încercuirii acestora, comandanții britanici au dat ordin Diviziei I blindate să înainteze fără întârziere cu toate unitățile disponibile. („Resturile distruse a șase divizii panzer” care s-ar fi aflat între BEF și Somme erau de fapt o forță de zece divizii panzer și, pe 23 mai, diviziile de infanterie motorizată au ajuns în zonă și au început să sape tranșee la în zonele de travesare a râului la sud de Amiens și Abbeville.) Pentru Divizia I era vitatal să traverseze Sommeul prin stânga Armatei a 7-a britanice și să înainteze spre St. Pol ca să izoleze forțele germane din jurul St. Omer și să elibereze de presiune flancul drept al Corpului Expediționar Britanic. Evans era consțient că divizia, care înainta pe bucăți, beneficiind de grupul de sprijin și de regimentul de tancuri trimis de la Calais, fără sprijin de artilerie și cu Armata a 7-a nepregătită, nu putea să atingă un obiectiv atât de ambițios, dar nu a putut refuza ordinul. 
Georges a trimis ordinele către „Misiunea Swayne”, organizația de legătură a Marelui Cartier General, ordine care prevedeau ca Divizia I blindată să curețe unitățile germane de la sud de Abbeville, în vreme ce Armata a 7-a trebuia să traverseze Sommeul. Gort, de la Cartierul general a al BEF, a replicat că dorește ca divizia să atace, nu să urmărească mici unități germane. Generalul Robert Altmayer, comandantul Grupului B, care acționa pe flancul stâng al Armatei a 7-a, a ordonat ca divizia să asigure acoperirea acestui flanc în vederea unui atac al întregii armate la Amiens. Misiunea Swayne a confirmat faptul că divizia nu se află sub comanda lui Altmayer și trebuie să îndeplinească ordinele pe care le primise deja. Evans a ordonat Brigăzii a 2-a blindate, singura astfel de unitate de tancuri de care dispunea, să închidă frontul pe Somme în timpul nopții. 
În timpul nopții de 24/25 mai, Evans a primit ordine de la Marele Cartier General să coopereze cu francezii și să aștepte ordinele de luptă pe pozițiile existente. Georges a notificat Misiunea Swayne că Divizia a 51-a este mutată din Saar și avea să se alăture Diviziei I blindate pentru acoperirea frontului de la Longpré până pe coastă. Pe 24 mai, Georges a informat Groupe d'armées 3 comandat de général d'Armée Antoine-Marie-Benoit Besson, aflat pe falncul stâng al liniei Somme–Aisne, că Divizia I blindată trebuie să apere linia până când Divizia a 51 sosea în zonă, stabilind mici capete de pod și pregătind podirile pentru demolare. Numai că în momentul în care Besson primea aceste ordine, germanii traversaseră deja Somme și se aflau la 8-10 km sud de râu. Rapoartele primite ulterior au arătat că germanii își săpaseră tranșee puternice între capetele de pod și Bresle și trimiseseră în teren patrule numeroase sprijinite de automobile ușoare blindate. Pe 25 mai, Georges a odonat (prin intermediul cartierului general al Groupe d'armées 3) ca să se treacă la distrugerea capetelor de pod germane. Evans, care fusese trecut sub comanda Aramtei a 7-a, bucurându-se de sprijinul Ministerului de Război de la Londra, se pregătea de un atac la scară largă. Ministerul de Război nu știa că francezii nu aveau capacitatea să declanșeze un atac la sud de Somme suficient de puternic ca să se încheie cu o victorie și nici că, în conformitate cu Fall Rot, germanii întăreau neîncetat capetele de pod, două divizii fiind pe poziții în tranșee proaspăt săpate de la Amiens până la mare, iar alte divizii de sprijin erau trimise în zonă. 
Pe 26 mai au fost emise ordinele de atac. Brigada a 2-a blindate a fost repartizată sub comanda Diviziei a 2-a ușoară de cavalerie (2e Division Légère de Cavalerie, colonel Berniquet) și a primit sarcină ca, sprijinită de artileria și infanteria franceză, să cucerească înălțimile de la Bray la Les Planches, care controlau valea râului Sommela sud est de Abbeville. 
Bigada a 3-a blindate a fost trecută în subordinea 5e Division Légère de Cavalerie (5e DLC) pentru executarea unui atac de la Rouvroy la St.-Valery-sur-Somme. Atacul era sprijinit de artileria și infanteria franceze. (Comandanții de tancuri britanici au ținut să îi sublinieze genralului de armată Besson, comandantul Groupe d'armées 3, și comandantului Armatei a 7-a, Frère, că blindatele britanici erau tancuri ușoare și tancuri de croazieră, similar cu cele care echipau diviziile mecanizate ușoare, iar nu tancuri de infanterie încete, puternic blindate, precum cele din diviziile franceze blindate. 

## Bătălia

### 27 mai
Atacul aliaților a început dimineața la ora 6:00 după o oră de întârziere datorată artileriei franceze, care nu fusese gata de acțiune la ora programată inițial. Divizia a 2-a de cavalerie ușoară (2e DLC) și brigada blindată britanică atașată ei au atacat pe flancul drept, de la Hocquincourt, Frucourt și St. Maxent, la est de drumul Blangy–Abbeville, iar 5e DLC a atacat de la Bresle spre nordul localității Gamaches. Aliații avuseseră puțin timp pentru executarea de misiuni de recunoaștere, iar informațiile oferite de serviciile de spionaj erau puține și incomplete. Ca să-și asigure succesul, atacul blindatelor ar fi trebuit să fie sprijinit de artilerie și infanterie, dar în zonă se aflau prea puține tunuri iar efectivele de infanterie erau reduse. În plus, cooperarea dintre francezi și britanici era defectuoasă. Pe flancul drept, tancurile nu au reușit să înainteze prea mult, iar multe dintre ele au fost scoase din luptă de tirul de la mică distanță a tunurilor 37 mm PAK 36 plasate la Caumont și Huppy. Pe flancul stâng, Brigada a 3-a blindată a reușit să atingă înălțimile de lângă Cambron și Saigneville și marginile localității St.-Valery-sur-Somme de pe litoral. Tancurile nu erau urmate de unități de infanterie, care să consolideze cuceririle făcute, iar blindatele au primit în cele din urmă ordin să se retragă, după ce francezii au început să sape în spatele lor tranșee la Behen, Quesnoy și Brutelles. Diviziei I blindate i-au fost scoase din luptă 65 tancuri, tehnicienii reușind să repună în funcțiune câteva dintre ele. De asemenea, divizia a înregistrat 55 de avarii mecanice datorate întreținerii defectuoase. Echipele de tehnicieni au reușit să efectueze reparații ușoare direct în câmp, dar cele mai complicate reparații au trebuit să fie făcute în atelierele de la sud-vest de Rouen. Nici aici reparațiile nu au putut fi efectuate cu rapiditate, datorită crizei de piese de schimb. 

### 28 mai
Diviziile franceze de la Bresle au atacat din nou, au ocupat câteva avanposturi germane și au ajuns pe malurile râului Somme pe ambele flancuri ale capului de pod german, dar nu au reușit să elibereze Abbeville și St. Valery. În acest timp, Divizia I blindată era reorganizată, cu unități trecute în rezervă sau reunite în unități mixte, și era în proces de refacere după pierderile din ziua precedentă. Georges a emis Instruction 1809 prin care reamintea comandanților francezi că Divizia I blindată era de puterea unei Division Légère Mécanisée (DLM, Divizie ușoară mecanizată) și nu era potrivită pentru atacuri de pe pozițiile pregătite. Divizia trebuia folosită împreună cu Divizia a 51-a pe flancul stâng al Corpului IX. Francezii puteau folosi 4e Division cuirassée (4e DCr, Divizia a 4-a cuirasate), cu efective incomplete, dar care era mai puternică decât o divizie franceză de cavalerie. 4e DCr aducea pe câmpul de luptă 137 tancuri și 14 de vehicule blindate (32 Char B1, 65 Renault R35, 20 SOMUA S35, 20 Hotchkiss H35 modèle 39s și 14 Panhard 178). 
Divizia a atacat pe 28 mai pe ambele părți ale drumului Blangy–Abbeville, dar a fost oprită în pădurile și dealul care se întinde spre nord-vest începând din Villers sur Mareuil. Prima linie a frontului german era apărată de două batalioane din cadrul InfanterieRegiment 217, întărite cu două companii ale Motorisierte Panzerabwehrabteilung 157 și cu 48 de baterii de tunuri 37 mm PAK 36. 4e DCr nu dispunea de suficiente unități de infanterie și artilerie pentru sprijinul și consolidarea câștigurilor teritoriale, reușind să mobilizeze pe teren patru patru batalioane de infanterie motorizată și 72 de piese de artilerie de 75 mm și 105 mm . Atacul francezilor a fost precedat de un bombardament de artilerie, aproximativ 6.000 de proiectile de 105 mm asupra obiectivului de la Huppy. La ora 17:00, două batalioane de blindate Char B1 au înaintat spre pozițiile germane și au distrus cele mai multe cuiburi de mitraliere. Infanteriștii germani s-au retras când au înțeles că proiectilele tunurilor 37 mm PAK 36 nu pot străpunge blindajul tancurilor grele franceze. Ca să se justifice în fața superiorilor, infanteriștii germani au afirmat că au fost atacați atât de tancurile gigant (Riesenpanzer) Char 2C, cât și de avioanele de bombardament. Atunci când tancurile Char B1 și-au continuat înaintarea spre podurile din Abbeville, infanteria franceză nu a reușit să urmeze îndeaproape blindatele și, în aceste condiții, tanchiștii au hotărât să se retragă pe pozițiile de plecare și să se regrupeze.Optsprezece tancuri Char B1 au fost scoase din funcțiune, dintre care trei au fost reparate în timpul nopții.  
Compania a 9-a germană, care era în rezervă, a primit ordinul să contraatace imediat pe flancul vestic al pătrunderii franceze, pentru închiderea breșei și distrugerea forțelor franceze care încercau să înainteze. În timp ce își concentra forțele lângă Caumont, compania germană a fost surprinsă de înaintarea unui nou sosit batalion de tancuri franceze R35.  Infanterișții germani au încercat să oprească înaintarea blindatelor cu cele patru tunuri PAK 36 din dotare. În timpul luptelor, unul dintre tunuri a fost distrus de explozia unui proiectil lansat de un tanc R35, altul a fost strivit sub șenilele unui alt tanc, iar servanții celorlalte două au fost uciși de focul mitralierelor de pe tancuri. Frontul companiei germane a fost străpuns dar, la fel ca mai înainte, infanteriștii francezi nu au ținut pasul cu tancurile, care au fost obligate să se retragă în timpul nopții. Unitatea de cavalerie din cadrul 3e Cuirassiers a fost atașată 4e DCr și în jurul orei 18:00 a atacat flancul răsăritean al capului de pod inamic cu tancurile Hotchkiss. O oră mai târziu au atacat și tancurile. Tancurile aliate au reușit cu greu să traverseze baricadele ridicate pe infanteria proprie la Bellevue și au suferit din cauza bombardamentelor precise ale bateriilor germane de obuziere de 105 mm , ale căror proiectile puteau străpunge blindajul în cazul unei lovituri directe. În jurul orei 21:15, tancurile s-au retras. În timpul luptelor au fost pierdute zece tancuri SOMUA S35 distruse de focul inamic și treisprezece tancuri Hotchkiss, care suferiseră defecțiuni ale motorului, ale suspensiilor, sau care rămăseseră împotmolite în teren. 
În timp ce majoritatea tancurilor franceze se retrăgeau, infanteria a înaintat aproximativ 4,5 km în interiorul capului de pod german, reducând la jumătate aria acestuia, și a luat aproximativ două sute de prizonieri. Batalionul III german, care apăra flancul de est, a fost pus pe fugă și, în retragere, infanteriștii au creat panică printre camarazii staționați în zona Caubert cu povești despre „monștrii” (Ungeheuer) și „fortărețele de oțel” (Stahlfestungen) ale francezilor. Se estimează că cel mult șaptezeci și cinci de soldați germani au rămas pe poziții pentru a continua lupta. Cu toate acestea, flancul vestic al capului de pod a cedat, iar germanii au trebuit să se retragă pentru ca să evite să fie încercuiți, ceea ce a dus la reducerea zonei pe care o controlau la mai puțin de o șesime din aria capului de pod inițial. Artileria germană și-a suspendat tirul datorită necunoașterii exacte a pozițiilor franceze. În acel moment, de Gaulle nu avea informații exacte cu privire la succesul înaintării franceze sau a vulnerabilității pozițiilor germane. Ca urmare, el a ordonat unităților de tancuri să se regrupeze în timpul nopții, pentru ca să fie gata la ora (4:00 dimineața)de reluarea atacului. Această pauză le-a permis germanilor să organizeze noi poziții defensive în zona capului de pod. 

### 29–31 mai
Pe 29 mai, 4e DCr a atacat din nou cu subunități din cadrul 2e DLC și 5e DLC, în timp ce britanicii au rămas în rezervă. Datorită pierderilor din ziua anterioară, numărul de tancuri în stare de funcționare a fost puternic redus. Francezii au trimis în luptă 14 tancuri Char B1, 20 tancuri R35 și o duzină de tancuri de cavalerie. La acestea se adăugau resturile tancurilor din cadrul Diviziei I britanice, care era atașată la 5e DLC. Toate aceste unități și-au concentrat atacul asupra pozițiilor germanilor de pe Mont de Caubert, unde moralul acestora din urmă era încă redus. Cea mai mare parte defensivei germane se baza pe unitatea de antiaeriană Flak-Abteilung 64, care avea dispuse în teren 16 tunuri de 88 mm, dotate cu proiectile perforante, care puteau distruge cu ușurință blindajul frontal al tancului Char B1. Pentru că se dovedise că  tunul antitanc de 37 mm nu era eficient împotriva blindajelor aliaților, unitățile germane primiseră în dotare și obuziere de 105 mm  pentru sprijinirea cu foc direct a defensivei.  În primele ore ale dimineții, tancurile Char B1 au curățat de inamici pantele inferioare vestice și sudice ale Mont de Caubert, infanteria germană opunând o rezistență slabă, și au distrus o poziții a unui obuzier de 105 mm. În timpul acțiunii, francezii au pierdut un tanc. 
Atunci când au încercat să cucerească regiunea superioară a Mont de Caubert, o porțiune plată fără nici un fel de obstacol natural, francezii au descoperit că apărara este mult mai puternică, fiind asigurată de baterii de tumuri de 85 și 105 mm, care dispuneau de un câmp de tragere liber. Tancurile Char B1 au atacat în mai multe rânduri, consumându-și cea mai mare parte a muniției disponibile, au pierdut două blindate, după care s-au retras la baza pantelor, pentru regrupare, reaprovizionare și organizarea unui nou atac. Batalionul de tancuri R35 și-a început înaintarea în jurul orei 9:00 dimineața și, după ce au curățat aria de la sud-vest de Caubert, au ajuns pe creastă pe la prânz. De îndată ce au apărut pe creastă, tancurile au devenit ținta unei baterii îndepărtate de 88 mm. În schimbul de focuri care a urmat, tanchiștii au reușit să distrugă tunul inamic. Cum flancurile poziției germane au cedat, subunitățile din cadrul 3e Cuirassiers au înaintat în est, iar 5e DLC au avansat dinspre vest, acest dublă înaitare alungând trupele germane din sector. Când militarii bateriilor de tunuri 37 mm PAK 36 din cadrul Companiei a 5-a au zărit tancurile britanice, s-au retras în grabă. Aproape imediat au fost urmați de infanteriști. Retragerea a provocat panică în rândurile trupelor de aprovizionare și transport, care au fugit peste podul de peste Somme, refugiindu-se în Abbeville. 
Pentru ca să împiedice răspândirea panicii, comandanții germani au ordonat retragerea din zona capului de pod a subunităților care nu prezentau siguranță, păstrând doar pe cele care dăduseră dovadă de fermitate în apărare și moral superior. Generalleutnant Erich von Manstein, comandantul Corpului de armată XXXVIII (XXXVIII Armeekorps), după ce aflat de starea de panică din rândul germanilor, a convocat comandanții din subordine în Abbeville. Generaloberst Günther von Kluge, comandantul Armatei a 4-a, informat de Manstein cu privire la aparițiau „unei crize cu adevărat serioase”, a fost de acord cu evacuarea pungii, de vreme ce distrugerea capului de pod de către aliați părea inevitabilă. Divizia a 2-a de infanteria motorizată germană de la Rue a fost pusă în alertă și au fost trimise patrule de recunoaștere. Retragerea ordonată a germanilor peste râu a fost remarcată de francezi în jurul prânzului, iar de Gaulle a ordonat înaintarea 4e DCr pentru ocuparea zonei eliberate de germani. 
Înaintarea francezilor s-a oprit la ora 14:00,, când echipajele tancurilor Char B1 au cerut sprijinul artilerie pentru bombardarea pozițiilor germane de pe vârful Mont de Caubert, pentru distrugerea tunurilor de 88 mm. Artileria franceză a răspuns cu întârziere, primele tiruri fiind declanșate de-abia la ora 8:00 seara. Atacul francezilor pe flancul de vest al pungii de la Cambron a fost oprit de focul de la distanță mică a obuzierelor de 105 mm , iar batalionul de tancuri R35 nu a înaintat. În acest timp, comandanții germani au trimis trupele pe care putuseră să le concentreze să traverseze râul într-un contraatac conceputu să ridice moralul sodaților. Contraatacurile germane spre sud pornite de pe Mont de Caubert au fost respinse de tirurile tunurilor de 75 mm ale tancurilor Char B1, dar blindatele franceze s-au expus în câmp deschis, fiind la rândul lor ținta atacurilor artileriei germane. În final, francezii au pierdut patru care blindate. Spre seară, francezii mai aveau doar șapte tancuri Char B1 în stare de funționare. Seria de contraatacuri germane în jurul localității Cambron au devenit atât de periculoase, încât pozițiile Diviziei a 51 (Highland) au fost întărite prin mutarea tancurilor franceze de cavalerie din partea de est a capului de pod în cea de vest. Spre seară, situația frontului s-a calmat. 
Eșecul francezilor în încercarea de eliminare definitivă a capului de pod german a fost cauzat de mai mulți factori: epuizarea trupelor, pierderile suferite de unitățile de tancuri și părearea greșită indusă de ordinul lui de Gaule, care lăsa impresia că bătălia fusese deja câștigată. Francezii reușiseră să ocupe aproape o jumătate din capul de pod, reușiseră săprovoace pierderi grele germnilor, să ia aproximativ 200 de prizonirei. Două batalioane de infanterie din cadrul diviziei a 57-a de infanterie se retrăseseră din capul de pod cu moralul la pământ. După aproximativ trei ore, infanteria germană a reuocupat practic fără luptă pozițiile părăsite de camarazii lor. Ofensiva aliată s-a încheiat pe 30 mai, după ce francezii pierduseră {{nowrap|105 tacuriîn doar trei zile 

### 1–3 iunie
Weygand a renunța pe 1 iunie la contraofensiva spre nord peste râurile Somme și Aisne, dar dorit ca atacarea capetelor de pod germane de peste Somme să nu se oprească, ca măsură defensivă împotriva aștepatatei ofensive împotriva Parisului. Georges a ordonat încetarea temporară a atacurilor Armatei a 7-a, care trebuia să se regrupeze în vederea unei ofensive pe 4 iunie. Groupe A a fost transformată în Armata a 10-a, în rândul căreia au fost încadrate Divizia I blindate și și Divizia a 51-a (Highland), Divizia a 31-a vânători de munte (care înlocuia 4e DCr) și 2e Division cuirassée (2e DCr). Trupele britanice comandate de Beauman au fost reoganizate ca Beauman Division. În rândurile acetei divizii au fost încadrate trei brigăzi de infanterie (improvizate din militari disponibili în diferite subunități), un regiment antitanc, o baterie de artilerie de câmp și unități de servicii. Karslake a fost infomrat de guvern că forțele formate ad hoc are trebui să se pregătească de evacuare în Anglie, cu doar atâtea trupe de comunicație cât să asigure sprijinul unei divizii de blindate, patru divizii de infanterie și AASF (RAF Advanced Air Striking Force ), dar Georges a reușit să îi convigă pe membrii Cabinetului de război să lase Divizia Beauman să acționeze pe linia Andelle–Béthune. 
Din 1–3 iunie, Divizia a 51-a (Highland), (cu efective supranumerice datorită atașării unităților pentru Saarforce), Regimentul compozit și elementele rămase din cadrul Grupului I de sprijin, au înlocuit cele două divizii franceze care era dispuse în fața capetelor de pod de la Abbeville–St. Valery. Brigada a 153 de infanterie a fost plasată în rezervă pe râul Bresle, de la Blangy-sous-Poix până la Senarpont. Pe flancul drept, la aproximativ 15 km de râu, era plasată o mică forță, cu Regimentul compozit plasat mai în spate, între Aumale și Forges. În aval, un batalion de gerniștii apăra aproximativ 25 km de front. Divizia Beauman acoperea 88 km de front, de la Pont St. Pierre. Restul Corpului IX acoperea ce mai rămânea pe flancul drept. 

### 4 iunie
Înălțimile Mont de Caubert se întind de la satul Mareuil-Caubert, la vest de Rouvroy. Înălțimile domină drumul către Abbeville. Aliații au plănuit un atac la Diviziei a 31- Alpină și a 2e DCr. Pe flancul drept, Brigada a 152-a de infanterie din cadrul Diviziei a 51-a (Highland) trebuia să cucerească Caubert și zona împădurită care se întindea până la Bray. Brigada a 153-a de infanterie, aflată pe flancul stâng al Diviziei a 31-a (Alpină), trebuia să cucerească înălțimile de la sud de Gouy, iar Brigada a 154-a de infanterie trebuia să atace pozițiile germane din jurul localității St.-Valery-sur-Somme, pe care trebuia să le oprească să fie transferate pentru sprijinirea apărătorilor capului de pod de la Abbeville. Regimentul compozit trebuia să rămână în rezervă la St. Léger. Diviziile franceze, care erau trecute sub comanda lui Victor Fortune, sosiseră de puțin timp în zonă și și nu avuseseră timp să familiarizeze cu situația de pe front și să organizeze misiuni de recunoaștere. Fortune avea la disponziție câteva fotografii aeriene ale avioanelor de recunoaștere, iar instruirea trupelor a fost făcută în mare grabă, unele subunități ale Diviziei a 31-a ajungând pe poziții al aproximativ 90 de minute înainte de declanșarea acțiunii. Structura liniilor defensive germane era necunoascută în cea mai mare parte, și atacatorii nu dispuneau de sprijinul aviației de recunoaștere, care să acționeze ca observatori de artilerie și care să identifice zonele de concentrare ale infanteriei inamice. 
Declanșarea atacului a fost stabilită pentru ora 15:00. Valea râului Somme a fost invadată de ceață artificială, suficient de deasă pentru ca să ascundă concentrările de trupe. La ora 14:50  a fost declanșat un baraj de artilerie, care a țintit în special pădurile din jurul localităților Beinfay și Villers. Regimentul al 2-lea (Seaforth) a atacat la scurtă vreme pentru cucerirea pozițiilor germane de la marginea pădurilor, deși tancurile grele care trebuia să sprijine asaltul infanteriei nu sosiseră încă. Obiectivele erau deja cucerite atunci când au apărut și tancurile grele franceze. Barajul de artilerie a fost oprit în timp ce tancurile au înaintat pe direcția Blangy–Abbeville și mai departe spre pădure. Tancurile au intrat mai apoi într-un câmp minat, fiind în același timp atacați de artileria antitanc a germanilor. În timpul traversării câmpului minat, unele tancuri au călcat pe dispozitivele explozive, fiind distruse deflagrație sau de incendiile izbucnite. Altele au fost distruse de focul artileriei. Restul tancurilor a ajuns la poalele înălțimii Mont Caubert în dreptul comunei Mesnil Trois Foetus. Regimentul al 4-lea (Seaforth) au primit sarcina să înainteze beneficiind de sprijinul tancurilor ușoare. Atunci când a ajuns în dreptul pădurii de la Villers, aliații au fost atacați de germanii de pe Mont de Caubert cu focul concentrat al mitralierelor și au fost obligați să se retragă. Când tancurile grele au primit ordin să se regrupeze pe pozițiile inițiale, doar 6 dintre cele 30 de blindate  pornite în misiune au mai revenit. În cazul tancurilor ușoare, doar 60 din cele 120 inițiale s-au mai reîntors pe pozițiile de plecare.  
Atacul Regimenului al 4-lea (Camerons) la sud de Caubert a fost respins de apărarea germană, care beneficia de poziții fortificate puternice, în ciuda faptului că unele elemente ale regimentului au ajuns până în tranșee, unde s-au dat lupte grele la baionetă. Două plutoane au ajuns până în Caubert, dar au fost izolați de restul trupelor. Brigada a 152-a a pierdut 563 de soldați în timpul acestui atac. Pe flancul stâng, un atac al unui regiment al Diviziei a 31-a (Alpină) a fost oprită cu ușurință de trupele germane din tranșeele săpate la marginea pădurii de la vest de Mesnil Trois Foetus. Atacul Brigăzii a 153 de infanterie a avut mai mult succes. Batalionul I (Black Watch) a atacat dinspre valea Cahon și a ajuns până la Petit Bois, iar Batalionul I (Gordon) a atacat dinspre Gouy, i-a scos pe germani din Grand Bois, după care și-a atins obiectivele ordonate. Militarii Batalionului I Gordon au folosit un sistem de semnalizare cu rachete luminoase cu ajutorul cărora au direcționat tirurile artileriei asupra cuiburilor de mitralieră ale inamicilor, dar cum  germanii mai ocupau încă pozițiile dominante de la nord-vest de Caubert, controlul asupa zonei cucerite nu a putut fi păstrat, iar soldații britanici au primit ordin să se retragă pe pozițiile de plecare. 

## Urmări

### Analiză
Neînțelgerile legate de ierarhiei de comanda a trupelor franco-britanice de la sud de Somme au fost rezolvate pe 25 mai, atunci când Divizia a 51-a (Highland) a trecut în subordinea comandantului Corpului IX (Ihler), parte a Groupe A (Altmayer) din cadrul Armatei a 7-a (Frère) și a  Diviziei I blindate în subordinea Groupe A, carea avea să devină mai târziu Armata a 10-a. Military Mission 17, coomandată de general-locotenentul James Marshall-Cornwall, a intrat în componența Cartierului general al Armatei a 10-a pentru coordonarea operațiunilor britanicilor cu francezii. Caracterul inadecvat al vechii ierarhii de comandă a fost scos în evidență de așteptările nerealiste ale francezilor față de Divizia I blindată, care era echipată cu tancuri ușoare, rapide și cu tancuri de croazieră, nu cu tancuri grele precum diviziile franceze. Altmayer a utilizat brigăzile a 2-a și a 3-a în atacul din 27 mai, decizie care a dus la pierderea a 120 de tancuri pentru un câștig teritorial neînsemnat, câștig care a fost pierdut din cauza lipsei sprijinului infanteriei. 
În timpul asaltului 4e [null DCr] din 28–30 mai, tunurile antitanc 37 mm PAK 36 au provocat daune neînsemnate blindatelor franceze, blindajul acestora rezistând atacurilor. În timpul luptelor, mai multe subuunități germane s-au retras în dezordine cuprinse de panică. Aproximativ 200 de germani au fost capturați de francezi, care au reușit să cucerească aproximativ o jumătate din capul de pod german de la Abbeville. Din nou, aliații au mobilizat prea puține trupe de infanterie care să păstreze controlul asupra regiunii cucerite de tanchiști și la final au fost obligați să se retragă pe liniile de pornire, după pierderea a 105 de blindate. Succesul atacurilor aliate a fost puternic limitat de lipsa cronică a comunicațiilor tactice, cauzată de dotarea insuficientă cu aparate de emisie-recepție. Unitățile de tancuri, infanterie și artilerie nu au reușit să păstrezel legătura între ele sau cu cartierele generale, iar colaborarea tactică interarme a fost posibilă la nivelurile inferioare de comandă. Pe 4 iunie, tancurile franceze au intrat într-un câmp minat într-o zonă pe care aliații o consideratu sub controlul Diviziei a 51-a (Highland). Britanicii fuseseră mutați în altă zonă încă din seara zilei de 2 iunie, iar trupele franceze de pe flancuri nu au fost anunțate de această schimbare. Germanii plantaseră câmpuri de mine pe rutele cele mai probabile de înaintare ale tancurilor, pe drumurile dintre păduri.  
În 1953, istoricul militar britanic L. F. Ellis a scris că atacul aliat împotriva capului de pod de la Abbeville a fost lipsit de o coordonare eficientă la nivel tactic, ceea ce a dus la imposibilitatea străpungerii liniilor defensive germane. În plus, eșecul aliaților a fost adâncit de pregătirile incomplete, subestimarea continuă a capacităților de luptă a pozițiilor inamicilor de la sud de Somme și ignorarea completă a Grupului de Armată B de pe malul nordic al râului, care se pregătea să declanșeze Fall Rot, atac care avea să fie dat pe 5 iunie împotriva pozițiilor aliaților de la Caumont până pe litoral, la Sallenelle, la sud de St. Valery.  
În 2001, Caddick-Adams a scris că Divizia a 51-a (Highland), care a sosit din Saar și a înlocuit pe poziții subunități ale 4e DCr, 2e DLM and 5e DLM, acoperea o linie a frontului de 29 km. În momentul în care a fost declanșat Fall Rot pe 5 iunie, Armata a 10-a, care se afla în fața capelor de pod germane de la Abbeville până la mare,  a fost împinsă înampoi 24 km până la Bresle, retragera acesteia continuând până pe 8 iunie. Moralul scăzut și defetismul care a caracterizat trupa a fost reflectată și la nivelul Cartierului general al Armatei a 10-a, care și-a încetat practic activitatea până pe 10 iunie. 

### Pierderi
Pe 27 mai, atacurile Diviziei I blindate, 2e DLC și 5e DLC au dus la pierderea de către britanici a 65 de tancuri distruse și a altor 55 cu defecțiuni mecanice. Începând cu 29–30 mai, 4e DCr a piedut 105 tancuri iar, pe 4 iunie,  forțele aliate au piedut aproximativ 1.000 de oameni, 50 de tancuri și alte vehicule blindate. 

### 5 iunie
Pe 5 iunie a fost declanșată operațiunea Fall Rot, ofensiva germană care urmărea înfrângerea definitivă a Fraței. Grupul de Armată A comandat de general-colonelul Gerd von Rundstedt a atacat pe amble flancuri ale Parisului spre Sena. Armata a 4-a (4. Armee Wehrmacht) a declanșat ofensiva de pe Somme la ora 4:00 dimineața. În fața germanilor se afla Divizia a 51-a  (Highland) la St.-Valery-sur-Somme. Infanteria germană a înaintat spre Saigneville, Mons, Catigny, Pendé, Tilloy și Sallenelle, care erau apăeate de Batalioanele al 7-lea și al 8-lea din cadrul Regimentului Argyll and Sutherland Highlanders, plus alte unități, care completau golurile dintre pozițiile lor. Saigneville, Mons, Catigny, Pendé și Tilloy au fost cucerite de germani târziu în seara acestei zile. Batalionul al 7-lea Argylls a fost încercuit la Franleu de subunități germane care s-au infiltrat între Mons și Arrest. Batalionul al 4-lea  Black Watch din rezervă a primit ordinul de înaintare pentru eliberarea localitții Franleu, dar acțiunea lor a fost oprită de trupele germane la Feuquières și o companiei Argylls, care înaintase prea mult, a fost încercuită la marginea localității Franleu. În timpul nopții, resturile Brigăzii a 154-a de infanterie au fost împinse înapoi pe o linie de la care se întindea de la Woincourt la Eu. 
Pe flancul drept, Brigada a 153-a de infanterie a fost atacată de bombardierele în picaj Ju 87 Stuka și artileriei germane. Infanteriea germană a împins brigada până la Tœufles, Zoteux și Frières, unde britanicii au reușit până la urmă ca să oprească înaintarea inamicului cu focul concentrat al mitralierelor și artileriei. Divizia a 31-a (Alpină) a fost forțătă să se retragă pe un drum paralel cu retragerea britanicilor de la Limeux până la Limercourt și Béhen. În partea dreaptă,  Brigada de infanterie a 152-a s-a retras de la Oisemont spre drumul the Blangy–Abbeville. Mai departe spre est, Regimentul I  Lothians a fost atact la Bray și a fost obligat să se retragă dincolo de Oisement. Regimentul compozit a fost antrenat în mai multe ciocniri, în cursul cărora a pierdut mai multe tancuri, mai înainte ca să își concentreze forțele la Beauchamps. Divziile a 51-a Highland și a 31-a (Alpină) au încercat să reziste pe un front de 40 km, dar efectivele lor erau epuizate după atacurile asupra capele de pod.